# مونته کاستلو دی ویبیو
مونته کاستلو دی ویبیو (به ایتالیایی: Monte Castello di Vibio) یک کومونه در ایتالیا است که در استان پروجا واقع شده‌است. مونته کاستلو دی ویبیو ۳۱٫۹ کیلومترمربع مساحت و ۱٬۶۶۳ نفر جمعیت دارد و ۴۲۳ متر بالاتر از سطح دریا واقع شده.